# Drome Racers
LEGO Drome Racers é um jogo de computador lançado em 2002, desenvolvido pela Attention To Detail e distribuído pela LEGO Software, para as plataformas PC, PlayStation 2, Gamecube e Game Boy Advance. 
Com base no tema LEGO Racers, é original entre os jogos eletrônicos da LEGO uma vez que, em vez das minifigs, os personagens do jogo são humanos. Também não é, ao contrário do que se acredita, uma sequência do jogo LEGO Racers, embora ofereça veículos baseados nos conjuntos lançados pela empresa em 2002. 

## Enredo
Ambientado no ano de 2015, no modo de "carreira", Drome Racers coloca o jogador no papel de Max Axel, encarregado de ganhar o cobiçado "Drome Championship". Para isso, ele deve abrir o seu caminho no ranking através de um certo número de corridas multi-desafio, competições em que o tempo de um round é transportado para o próximo. Como exemplo, se Max terminar três segundos atrás na última corrida, ao líder são concedidos três segundos na largada da próxima. O grande vencedor é o primeiro a cruzar a linha de chegada na última corrida da série. Precedendo cada série multi-desafio há uma corrida de qualificação de "drag", onde a vitória é determinada por uma boa partida e adequada troca de marchas.
No papel de Max Axel, o jogador será auxiliado por outros, como Shicane, membro da Equipe Nitro, que manipula upgrades de carros, e Rocket, que oferece conselhos. Os seus ganhos podem ser investidos na construção de um carro novo ou para atualizar o existente. Como padrão, o jogador pode selecionar as rodas, os chassis e o tipo do novo veículo, cada qual adequado às condições e ambientes específicos do desafio. A última fase oferece cinco upgrades de nível de categorias, tais como motor, aerodinâmica, turbo, blindagem e pneus. Armas também desempenham um papel vital para o sucesso na pista e incluem minas terrestres e mísseis guiados. O modo "Arcade" do jogo apresenta jogadores em corridas do tipo "Normal" ou "Time Attack" com uma variedade de pistas, condições meteorológicas e rotas. A opção "Quick Race" permite acção imediata pela seleção aleatória de qualquer das variáveis pertinentes, incluindo carros e percursos, para um ou dois jogadores.

## Características
- Faixa etária: 3+
- Número máximo de jogadores: 2
- Jogável em rede: Não
- Gênero: Direção
- Desenvolvedor: ATD
- Editor: LEGO Software